# 吉岡剛 (教育学者)
吉岡 剛（よしおか つよし、1930年2月23日 - ）は、日本の教育学者。

## 人物・来歴
群馬県出身。京都大学大学院教育学研究科博士課程満期退学。聖母女学院短期大学助教授、佛教大学教育学部教授。2000年定年退職。

## 著書
- 『概説・西洋教育史 教育史』佛教大学通信教育部, 1997.3

### 共編著
- 『児童文化 1-2』編. 仏教大学通信教育部, 1988-89
- 『幼児期の人間教育 新版』小森健吉共編. 法律文化社, 1988.5
- 『槙田健「山へ行く牛」』模擬授業シリーズ 記録. 明治図書出版, 1990.2
- 『幼児教育課程総論』編. 仏教大学通信教育部, 1992.5
- 『社会教育概論』小森健吉共編. 仏教大学通信教育部, 1994.2
- 『保育内容研究 言葉』編. 仏教大学通信教育部, 1994.4
- 『教育行政学』小森健吉共編. 仏教大学通信教育部, 1995.3
- 『児童文化と保育 こころ豊かな文化を育むために』高橋司編,高木智,高橋良和,岡部秀夫,福尾野歩共著. 宮帯出版社, 2008.7

翻訳
- クリストファー・ドウソン『欧米教育の危機』細井次郎,梅村敏郎共訳. エンデルレ書店, 1964